# Torneig d'escacs de Viena de 1873
El torneig d'escacs de Viena de 1873 va ser un torneig d'escacs paral·lel a l'Exposició Universal de 1873 (la cinquena des de la primera Gran Exposició a Londres el 1851).

## Rerefons
La fira es va celebrar al Prater de Viena, i es va inaugurar a la Rotunde l'1 de maig.  Les empreses dels 35 països participants van presentar els seus productes i invents d'última generació. Les exposicions universals pretenien promoure les relacions comercials internacionals i propagar el progrés tècnic i cultural. Amb aquest torneig, Àustria-Hongria pretenia presentar-se com a líder mundial igual que Anglaterra i França.

## El torneig d'escacs
Durant l'epidèmia, el torneig va tenir lloc a les sales de la Wiener Schachgesellschaft del 21 de juny al 29 d'agost. El límit de temps era de vint moviments per hora. Va ser un torneig de dotze jugadors. Cada participant disputava un minimatx de dos punts amb un màxim de tres partides. Hi va haver onze rondes. Cada minimatx s'havia d'acabar en dos dies. Si la puntuació global no donava cap guanyador (1:1,=1 o 0:0,=3), el resultat era l'empat amb mig punt donat a cada jugador. Wilhelm Steinitz va guanyar el torneig després d'un play-off amb Joseph Henry Blackburne (2–0). Gairebé tothom va reconèixer a partir d'aquell moment que Steinitz era el jugador d'escacs més fort del món.
L'emperador Franz Josef I d'Àustria, el baró Albert Salomon von Rothschild i el baró Ignaz von Kolisch van aportar grans sumes al fons del premi.
Resultats i classificacions:
| #  | Jugador                              | 1     | 2     | 3     | 4     | 5     | 6     | 7     | 8     | 9     | 10    | 11    | 12    | Total | Total Final |
| 1  | Joseph Henry Blackburne (Regne Unit) |       | 1 1 ½ | 1 0 1 | 0 0 ½ | 1 1 0 | 1 1   | 1 1   | 1 1 0 | 1 1   | 1 1 0 | 1 ½ 1 | 0 1 1 | 21.5  | 10.0        |
| 2  | Wilhelm Steinitz (Bohèmia)           | 0 0 ½ |       | 1 1   | 1 1   | 1 1   | 1 1   | 1 1   | ½ ½ 1 | ½ ½ 1 | 1 1   | 1 1   | 1 1   | 20.5  | 10.0        |
| 3  | Adolf Anderssen (Imperi Alemany)     | 0 1 0 | 0 0   |       | 1 0 1 | 1 1   | 1 0 1 | 1 0 1 | 0 ½ 1 | ½ 1 ½ | 1 1 0 | 1 1   | 1 ½ 1 | 19.0  | 8.5         |
| 4  | Samuel Rosenthal (França)            | 1 1 ½ | 0 0   | 0 1 0 |       | 0 ½ 1 | 0 0   | 1 1 0 | 1 1   | 1 1   | 1 1   | 0 1 1 | 1 1   | 17.0  | 7.5         |
| 5  | Louis Paulsen (Imperi Alemany)       | 0 0 1 | 0 0   | 0 0   | 1 ½ 0 |       | 1 1   | 0 ½ 1 | 1 1   | 1 ½ 1 | 1 ½ 0 | 1 1   | 1 1   | 16.0  | 6.5         |
| 6  | Henry Edward Bird (Regne Unit)       | 0 0   | 0 0   | 0 1 0 | 1 1   | 0 0   |       | 1 0 ½ | 1 1   | 1 1   | 1 1   | 1 1   | 1 1   | 14.5  | 6.5         |
| 7  | Josef Heral (Austria)                | 0 0   | 0 0   | 0 1 0 | 0 0 1 | 1 ½ 0 | 0 1 ½ |       | ½ 1 0 | 0 1 ½ | 1 0 ½ | ½ 1 0 | 0 0 1 | 12.0  | 3.0         |
| 8  | Max Fleissig (Hongria)               | 0 0 1 | ½ ½ 0 | 1 ½ 0 | 0 0   | 0 0   | 0 0   | ½ 0 1 |       | 1 0 1 | 0 1 ½ | 0 1 0 | 1 1   | 11.5  | 3.5         |
| 9  | Philipp Meitner (Austria)            | 0 0   | ½ ½ 0 | ½ 0 ½ | 0 0   | 0 ½ 0 | 0 0   | 1 0 ½ | 0 1 0 |       | ½ 1 1 | 1 ½ ½ | 1 1   | 11.5  | 3.5         |
| 10 | Adolf Schwarz (Hongria)              | 0 0 1 | 0 0   | 0 0 1 | 0 0   | 0 ½ 1 | 0 0   | 0 1 ½ | 1 0 ½ | ½ 0 0 |       | ½ ½ ½ | 1 ½ ½ | 10.5  | 3.0         |
| 11 | Oscar Gelbfuhs (Austria)             | 0 ½ 0 | 0 0   | 0 0   | 1 0 0 | 0 0   | 0 0   | ½ 0 1 | 1 0 1 | 0 ½ ½ | ½ ½ ½ |       | ½ 1 1 | 10.0  | 3.0         |
| 12 | Karl Pitschel (Austria)              | 1 0 0 | 0 0   | 0 ½ 0 | 0 0   | 0 0   | 0 0   | 1 1 0 | 0 0   | 0 0   | 0 ½ ½ | ½ 0 0 |       | 5.0   | 1.0         |